# Rădești (gmina w okręgu Gałacz)
Rădești – gmina w Rumunii, w okręgu Gałacz. Obejmuje miejscowości Cruceanu i Rădești. W 2011 roku liczyła 1490 mieszkańców. 